# Reality vs. The Optimist
Reality vs. The Optimist è il primo album studio del gruppo musicale statunitense Kiss Kiss, pubblicato nel 2007.

## Tracce
1. Janet – 4:15
2. Iris and Eye – 3:25
3. Sixth Sense – 2:45
4. A Conch to the Ear – 0:30
5. Machines – 2:35
6. Satellite – 3:36
7. Dress Up – 2:16
8. The Friend Who Bends His Bolts at Fiends – 0:11
9. The Cats in You House – 2:35
10. The Most Beautiful Birth Ever Endured – 0:27
11. Vagabond – 5:29
12. Stay the Day – 4:18

## Formazione
- Joshua Benash - voce, chitarra, pianoforte, sintetizzatore
- Michael Abiuso - chitarra, sintetizzatore, cori
- Rebecca Schlappich - violino
- Patrick Lamothe - basso
- Jared Karns - batteria, percussioni